# الهوائيات (فلم)
الهوائيات هو فيلم خيال علمي إماراتي صدر في عام 2016، وهو من إخراج علي زيدي، ومن بطولة ساغا الياسري وآنا دروزينينا.

## العرض
صدر المقطع الدعائي الرسمي لفيلم الهوائيات لأول مرة في معرض الشرق الأوسط للأفلام والقصص المصورة في دبي، وفي معرض آي جي إن الشرق الأوسط في أبوظبي، ثُم طُرح الفيلم في دور السينما في الإمارات العربية المتحدة في 16 يونيو (حزيران) 2016. وفي مايو (أيار) 2020 أصبح الفيلم متاحًا للجمور العالمي عبر منصة نتفليكس.

## قصة الفيلم
تدور أحداث فيلم الهوائيات في إطار الخيال العلمي حول كائنات فضائية أتت من الفضاء الخارجي لغزو الأرض. وبسبب هذه الأوضاع المضطربة يجد زوجان مختلفا الجنسيات يعيشان في مدينة دبي نفسهما مسجونين في منزلهما، ومنفصلين عن العالم الخارجي بسبب فقدان وسائل الاتصال، فيستكشفان اختلافاتهم الثقافية، ومع هذا يحاولان فهم السبب وراء قدوم الكائنات الفضائية إلى كوكب الأرض.

## طاقم العمل

### الممثلون
- ساغا الياسري: في دور عمر.
- آنا دروزينينا: في دور زوجة عمر.
- منصور الفيلي: في دور مروان.
- محمد أبو دياك: في دور الرجل في السيارة.
- باسكال مطر: في دور سارة.
- لوك كوتس: في دور رجل التأمين.
- تمارا ليوبيراتيك: في دور مذيعة نشرة الأخبار.
- عبير محمد: في دور مذيعة نشرة الأخبار العربية.
- ديريك سويني: في دور مذيع نشرة الأخبار.
- دانا عابد: ي دور منيرة.
- محمد عثمان
- اختبار فيصل

### التأليف
- علي زيدي
- غانم غباش

### الإخراج
- علي زيدي

### الموسيقى
- توتي باريندي
- عاطف علي (تأليف وأداء)
- شركة بلاي باك لونغي

### الإنتاج
- غانم غباش

## روابط خارجية
- صفحة الفيلم علي موقع قاعدة بيانات الأفلام العالمية